# 怡峯
怡 峯（い ほう、500年 - 549年）は、中国の北魏から西魏にかけての軍人。本姓は黙台。字は景阜。本貫は遼西郡。高祖父は黙台寛。曾祖父は黙台文。

## 経歴
若いころから征戦に従い、驍勇で知られた。北魏の永安年間、龍驤将軍の位を受け、都将となり、賀抜岳の下で万俟醜奴を討った。功績により給事中・明威将軍の位を受け、都督・征虜将軍に転じ、蒲陰県男に封じられた。534年、賀抜岳が侯莫陳悦に殺害されると、怡峯は趙貴らとともに宇文泰を後継者として推した。爵位は伯に進んだ。原州刺史の史帰が侯莫陳悦のために原州を守備していたので、怡峯は侯莫陳崇とともに史帰を討ち捕らえた。
高歓と孝武帝のあいだが険悪になると、孝武帝は精鋭を率いて洛陽に入るよう宇文泰に命じた。宇文泰は怡峯や趙貴らに軽騎を率いて洛陽に向かわせた。潼関にいたって、孝武帝が関中に入ると、怡峯は宇文泰の下で迴洛城を抜け、潼関を奪った。安東将軍・華州刺史に任じられた。まもなく大都督に転じた。曹泥を討った功績により、華陽県公に進んだ。
537年、宇文泰の下で竇泰を小関で破った。長安に帰還すると、散騎常侍・車騎大将軍・儀同三司の位を受けた。宇文泰の下で弘農を奪回し、沙苑の戦いに参戦し、爵位は楽陵郡公に進んだ。元季海や独孤信とともに洛陽を攻撃した。怡峯は奇兵を率いて成皋に入り、その戸口を獲得して帰還した。東魏の任祥が1万あまりの兵を率いて潁川を攻撃すると、怡峯は軽騎500を率いて任祥を迎え撃ち、撃退した。開府儀同三司の位を加えられた。
538年、東魏軍が洛陽を包囲すると、怡峯は元季海とともに金墉城を守った。宇文泰が到着し、洛陽の包囲が解けると、東魏軍と河橋で決戦した。怡峯は左軍にあったが、西魏軍は敗れ、怡峯が李遠とともに先に撤退したため、宇文泰も軍を返した。怡峯は敗戦の罪を問われず、都督東西北三夏州諸軍事・夏州刺史に任じられた。後に于謹とともに劉平伏を討ち、玉壁の包囲を解き、柏谷塢を平定するのに、いずれも功績を挙げた。涼州刺史の宇文仲和が叛くと、怡峯は于謹とともに宇文仲和を討った。
549年、東魏軍が潁川を包囲すると、怡峯は趙貴とともに救援におもむいた。南陽にいたって、病のため死去した。享年は50。華州刺史の位を追贈された。諡は襄威といった。

## 子女
- 怡昂（後嗣、開府儀同三司・鄭国公）
- 怡光（汾涇豳三州刺史・開府儀同三司・龍河県公）
- 怡春（吏部下大夫・儀同三司）

## 伝記資料
- 『周書』巻17 列伝第9
- 『北史』巻65 列伝第53